# Баластра
Баластрата е зърнест материал, представляващ смес от дребен добавъчен материал (пясък) и чакъл (едрина до 150 mm). Обикновено се добива в речните корита и тераси. След пресяване (фракциониране) от баластрата се получава съответно речен чакъл и пясък. Баластрата се използва при изграждането на насипи и пътни настилки, както и за производството на относително ниски класове бетон (до В15) и асфалтобетон. По-често баластрата се пресява, и двата ѝ компонента се използват поотделно, което позволява по-точното им дозиране.
Синоним на думата баластра е и пикелаж.

## Механични свойства
Баластрата позволява добро разпределение на тежестта на сгради, настилки за транспортни средства и др. върху различните типове почва. Тя има свойството да поглъща вибрациите и шума, което я прави подходяща основа за асфалтовите и железопътните пътища. За увеличаване на триенето между отделните късове, те се натрошават механично.
Баластрата се използва и за изграждане на диги и укрепване на естествените речни корита.
Тя има добри топлоизолационни свойства, породи което е използвана като покривна настилка на някои стари жилищни и обществени сгради, където възпрепятства директното нагряване от Слънцето.